# Biennale für Freiburg
Die Biennale für Freiburg ist eine Ausstellung für zeitgenössische Kunst in Freiburg im Breisgau. Gegründet wurde die Biennale für Freiburg 2019 vom Verein „Perspektiven für Kunst in Freiburg e. V.“, in Reaktion auf die Schließung der Freiburger Außenstelle der Staatlichen Akademie der bildenden Künste Karlsruhe. Die Biennale ist eine Bereicherung des kulturellen und künstlerischen Lebens in Freiburg und Impulsgeber für einen nachhaltigen Austausch zwischen nationalen und internationalen Künstlerinnen und Künstlern, Kunstkontexten und der Stadtgesellschaft.

## Chronologie der Ausstellungen

### 1. Biennale für Freiburg (2021)
Die erste Biennale für Freiburg wurde von Leon Hösel kuratiert und fand vom 10. September bis 3. Oktober 2021 statt. Das Studioprogramm fand von Mai bis August 2021 statt. Die Ausstellungsorte waren: BFF Besuchszentrum am Münsterplatz 6, DELPHI_space, Kaiserwache, Kommunales Kino, Kunstverein Freiburg, Museum für Neue Kunst Freiburg, Pförtnerhaus Fabrikstraße (Brauerei Ganter), Stadtbibliothek Freiburg.
Beteiligte Künstler waren Michel Auder mit Michael Stickrod in Kollaboration mit Julius Martin-Humpert, Maristella Witt, Ilja Zaharov und Franziska Rist; Patrizia Bach; Patricia Esquivias; Rahima Gambo; Thomas Geiger in Kollaboration mit Birgit Heidtke, Sévérine Kpoti, Oliver Matthes und Dietrich Roeschmann; Niklas Goldbach; Philipp Gufler; Markus Hanakam & Roswitha Schuller; Belinda Kazeem-Kamiński; Vika Kirchenbauer; Sarah Lehnerer mit Jackie Grassmann und Inka Meißner und Gastvorträgen von Keren Cytter und Johanna Hedva; Luiza Margan; Kriz Olbricht; John Smith; Milica Tomić; Liesl Raff; Andreas von Ow; Young Boy Dancing Group.

### 2. Biennale für Freiburg (2023)
Die zweite Biennale für Freiburg unter dem Titel "Das Lied der Straße" wurde von Paula Kommoss kuratiert und fand vom 16. Juni bis 30. Juli 2023 statt. Es startete im Februar 2023 mit einem Prolog aus einem Filmprogramm, Straßengesprächen und performative Aktionenen. Die Ausstellungsorte waren: Kunstverein Freiburg, Museum für Neue Kunst, Kaiserwache, Kommunales Kino, Pförtnerhaus Fabrikstraße (Brauerei Ganter), Haltestelle Schwabentorbrücke, Stadtgarten, Stadtbibliothek Freiburg, DELPHI_space/außenstelle, Klarastraße, Haltestelle Ferdinand-Weiß-Straße, Seepark.
Beteiligte Künstler waren Ayo Akingbade, Samar Al Summary, Halil Altındere, Danielle Arbid, James Gregory Atkinson, Maximiliane Baumgartner, Dara Birnbaum, Cudelice Brazelton IV, Eva Eisenlohr, Alia Farid, Maryam Ghasemi, Rebecca Grundmann, Deborah Joyce Holman, Kirti Ingerfurth, Anas Kahal, Amal Kenawy, Klein, Nikifor Krynicki, lo.me (Loren Tschannen und Mélissa Biondo), Hemansingh Lutchmun, Medienwerkstatt Freiburg, Shaun Motsi, Henrike Naumann, Vera Palme, Phung-Tien Phan, R.E.P. (Ksenia Hnylytska, Nikita Kadan, Zhanna Kadyrova, Lesia Khomenko, Volodymyr Kuznetsov und Lada Nakonechna), Lotty Rosenfeld, Finnegan Shannon, somebody*ies (Anna Byskov, Christina Krys Huber, Hannah Kindler, Stella Meris und Nika Timashkova), Hito Steyerl, Maria Toumazou, Matt Welch, Yong Xiang Li & François Pisapia.

### 3. Biennale für Freiburg (2025)
Die dritte Biennale für Freiburg unter dem Titel "HAPPY PLACE" wird von Lorena Juan kuratiert und findet vom 05. Juni bis 27. Juli 2025 statt. Die Ausstellungsorte sind DELPHI_space, Kaiserwache, kulturaggregat, Kunstverein Freiburg, Museum für Neue Kunst Freiburg, Pförtnerhaus Fabrikstraße (Brauerei Ganter), SCHOPF2, Talstation Schauinslandbahn.
Beteiligte Künstler sind !Mediengruppe Bitnik, Cem A., Esvin Alarcón Lam, Irene de Andrés, Céline Baumann, Jonas Brinker, Paloma Contreras Lomas, Enar de Dios Rodríguez, Patricia Domínguez, Elisa Duca, Anna Ehrenstein, Elyla, Lena Marie Emrich, Agnes Essonti Luque, Irene Fernández Arcas, Inka & Niclas, Ida Kammerloch, Monika Emmanuelle Kazi, Cosima zu Knyphausen, Left Hand Rotation, Randa Maroufi, Caroline Mesquita, Noha Mokhtar, Isabel Motz, Claudia Pagès Rabal, Marie Popall und Louisa Raspé, Ghita Skali, Christina Sperling, Eve Tagny, Florian Thate, Helena Uambembe, Unofficial Hiking Society, Jasmin Werner, Daniela Zambrano Almidón, Karla Zipfel, etaïnn zwer.